# تلویزیون ملی بلغارستان
تلویزیون ملی بلغارستان (بلغاری: Българска национална телевизия) به اختصار بی ان تی، (БНТ) تلویزیون ملی و عمومی بلغارستان است. شرکت ملی تلویزیون بلغارستان در سال ۱۹۵۹ تأسیس شد و در ۲۶ دسامبر همان سال برنامه‌هایش پخش شد. ستاد BNT در صوفیه، بلغارستان در یک ساختمان واقع در خیابان ۲۹ سن استفانو واقع شده‌است.